# North York Moors

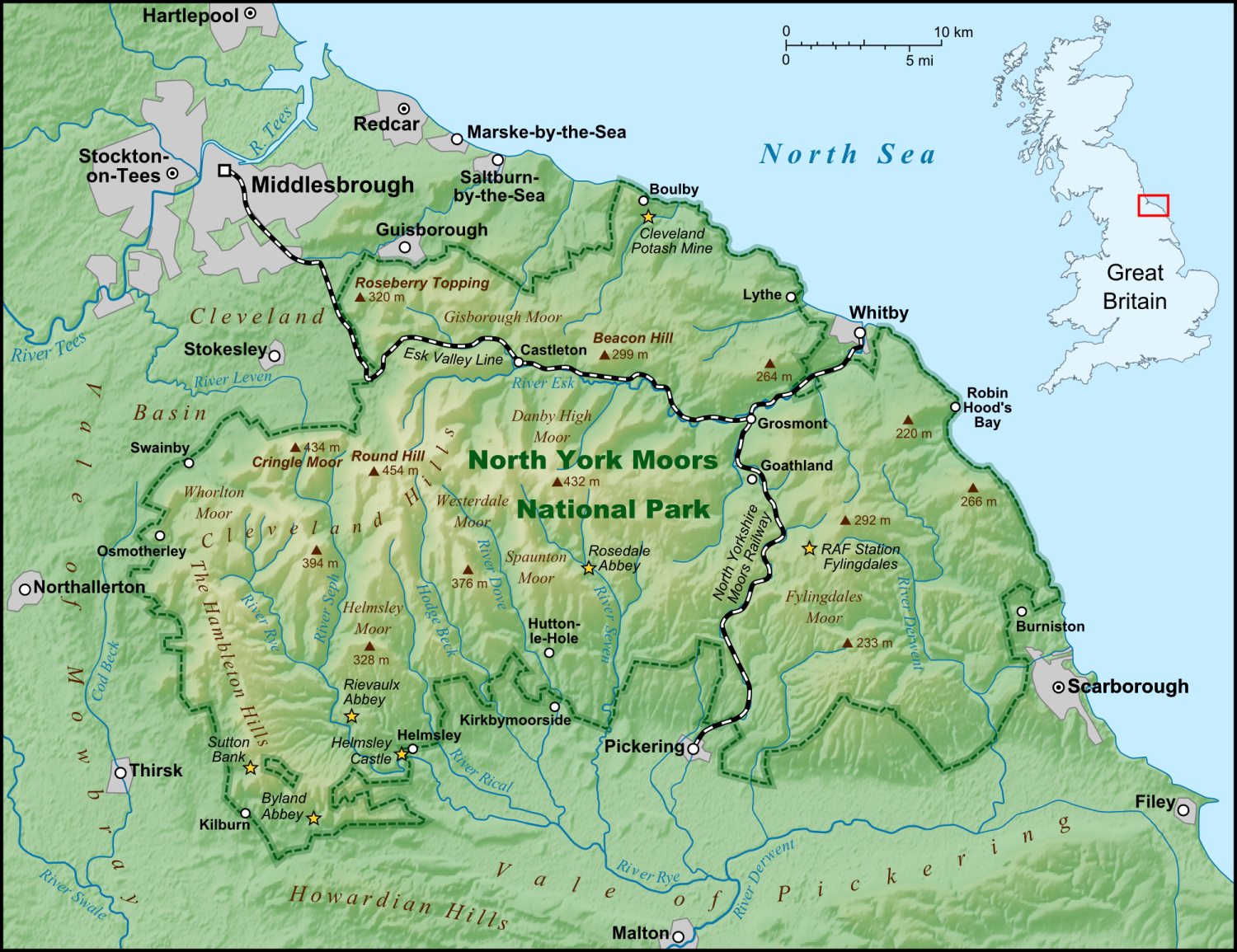
Mapa

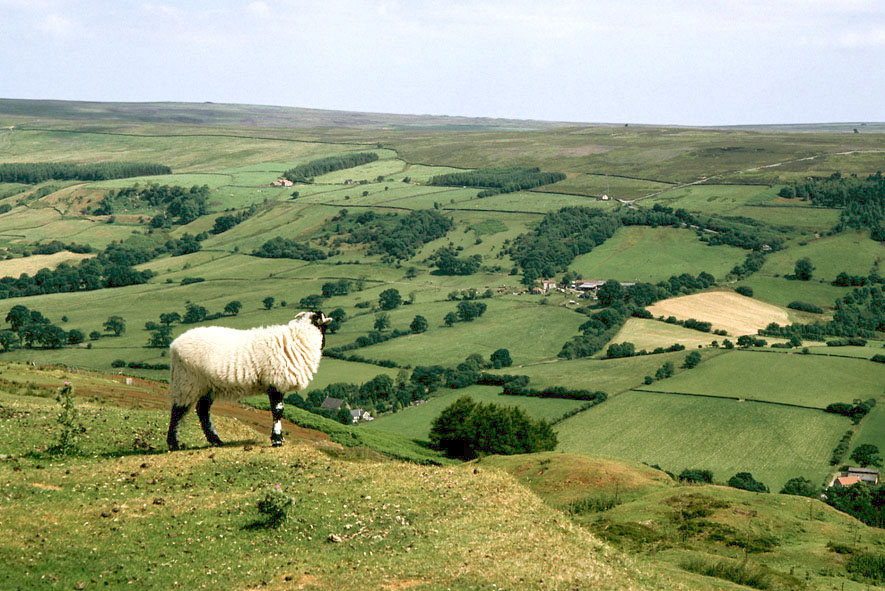
Krajina

The North York Moors (také známý jako North Yorkshire Moors) je národní park v Severním Yorkshiru v Anglii. Tento park je jedna z největších oblastí vřesových mokřin ve Spojeném království. Rozloha národního parku je 1436 km², a je obydlen přibližně 25 000 obyvateli. The North York Moors byl ustanoven národním parkem v roce 1952 na základě zákona o Národních parcích a přístupu ke krajině z roku 1949.